# Idan Raichel
Idan Raichel és un cantautor i músic israelià. Va néixer a Kfar Saba, Israel, al 12 de setembre del 1997.
Va ser famós a Israel degut al seu projecte musical, conegut com a Idan Raichel's Project, barreja de pop israelià i etíop, ritmes caribenys, jazz, balades, i música electrònica. Abans de ser conegut com a cantant, va col·laborar amb Ivri Lider tocant l'acordió.

## Àlbums
- Idan Raichel's Project
- Mima'amakim
- Idan Raichel's Project (Versió Internacional)